# Mistrzostwa Europy w Boksie 1987
XXVII Mistrzostwa Europy w Boksie (mężczyzn) odbyły się w dniach 29 maja – 7 czerwca 1987 w Turynie. Walczono w dwunastu kategoriach wagowych. Startowało 178 uczestników z 25 państw, w tym dziewięciu reprezentantów Polski.

## Medaliści

### Waga papierowa
| Złoto               | Srebro                     | Brąz                                                 |
| ------------------- | -------------------------- | ---------------------------------------------------- |
| Nszan Munczian ZSRR | Krasimir Czołakow Bułgaria | Dragan Živadinović Jugosławia · Adrian Amzer Rumunia |

### Waga musza
| Złoto            | Srebro             | Brąz                                        |
| ---------------- | ------------------ | ------------------------------------------- |
| Andreas Tews NRD | János Váradi Węgry | Johnny Bredahl Dania · Andrea Mannai Włochy |

### Waga kogucia
| Złoto                        | Srebro                 | Brąz                                        |
| ---------------------------- | ---------------------- | ------------------------------------------- |
| Aleksandyr Christow Bułgaria | Jurij Aleksandrow ZSRR | René Breitbarth NRD · Jimmy Majanya Szwecja |

### Waga piórkowa
| Złoto                 | Srebro             | Brąz                                              |
| --------------------- | ------------------ | ------------------------------------------------- |
| Michaił Kazarian ZSRR | László Szőke Węgry | Jarmo Eskelinen Finlandia · Regilio Tuur Holandia |

### Waga lekka
| Złoto                | Srebro                   | Brąz                                              |
| -------------------- | ------------------------ | ------------------------------------------------- |
| Orzubek Nazarow ZSRR | Emił Czuprenski Bułgaria | Michele Caldarella Włochy · Daniel Maeran Rumunia |

### Waga lekkopółśrednia
| Złoto                      | Srebro                   | Brąz                                                  |
| -------------------------- | ------------------------ | ----------------------------------------------------- |
| Borisław Abadżiew Bułgaria | Wiaczesław Janowski ZSRR | Søren Søndergaard Dania · Reino van der Hoek Holandia |

### Waga półśrednia
| Złoto                | Srebro                | Brąz                                                    |
| -------------------- | --------------------- | ------------------------------------------------------- |
| Wasilij Szyszow ZSRR | Siegfried Mehnert NRD | Angeł Stojanow Bułgaria · Derge Petronijević Jugosławia |

### Waga lekkośrednia
| Złoto              | Srebro              | Brąz                                          |
| ------------------ | ------------------- | --------------------------------------------- |
| Enrico Richter NRD | Wiktor Jegorow ZSRR | Neville Brown Anglia · Marian Gavrila Rumunia |

### Waga średnia
| Złoto           | Srebro                | Brąz                                          |
| --------------- | --------------------- | --------------------------------------------- |
| Henry Maske NRD | Henryk Petrich Polska | Rusłan Taramow ZSRR · Essa Hukkanen Finlandia |

### Waga półciężka
| Złoto             | Srebro       | Brąz                                       |
| ----------------- | ------------ | ------------------------------------------ |
| Jurij Waulin ZSRR | Rene Ryl NRD | Andrea Magi Włochy · Lütfü Çanbakış Turcja |

### Waga ciężka
| Złoto                      | Srebro               | Brąz                                            |
| -------------------------- | -------------------- | ----------------------------------------------- |
| Arnold Vanderlyde Holandia | Ramzan Siebijew ZSRR | Luigi Gaudiano Włochy · Swilen Rusinow Bułgaria |

### Waga superciężka
| Złoto          | Srebro                  | Brąz                                               |
| -------------- | ----------------------- | -------------------------------------------------- |
| Ulli Kaden NRD | Aleksandr Jagubkin ZSRR | Biaggio Chianese Włochy · Petyr Stoimenow Bułgaria |

## Występy Polaków
- Juliusz Sobczak (waga musza) przegrał pierwszą walkę w eliminacjach z Luką Abedinem (Jugosławia)
- Tomasz Nowak (waga piórkowa) wygrał w eliminacjach z Jarle Neesem (Norwegia), a w ćwierćfinale przegrał z Michaiłem Kazarianem (ZSRR)
- Dariusz Kosedowski (waga lekka) wygrał w eliminacjach z George'em Cramnem (Szwecja), a w ćwierćfinale przegrał z Danielem Maeranem (Rumunia)
- Dariusz Czernij (waga lekkopółśrednia) wygrał w eliminacjach z Mehmetem Demirkapim (Turcja), a w ćwierćfinale przegrał z Reino van der Hoekiem (Holandia)
- Jacek Olejniczak (waga półśrednia) przegrał pierwszą walkę w eliminacjach z Stefanem Driscu (Rumunia)
- Henryk Petrich (waga średnia) wygrał w eliminacjach z Seanem Heronem (Szkocja), w ćwierćfinale z Svenem Ottke (RFN), w półfinale z Essą Hukkanenem (Finlandia), a w finale przegrał z Henrym Maske (NRD) zdobywając srebrny medal
- Stanisław Łakomiec (waga półciężka) wygrał w eliminacjach z Markiem Hulstrømem (Dania), a w ćwierćfinale przegrał z Andreą Magim (Włochy),
- Andrzej Gołota (waga ciężka) wygrał w eliminacjach z Maikiem Heydeckiem (NRD), a w ćwierćfinale przegrał z Ramzanem Siebijewem (ZSRR)
- Janusz Zarenkiewicz (waga superciężka) przegrał pierwszą walkę w ćwierćfinale z Ullim Kadenem (NRD)